# 小行星24238
小行星24238（24238 Adkerson）是一颗绕太阳运转的小行星，为主小行星带小行星。该小行星于1999年12月19日发现。

## 轨道参数
小行星24238的轨道半长轴为357 130 565 km，2.3872364 UA，离心率为0.078。